# Pfarrkirche Niederau

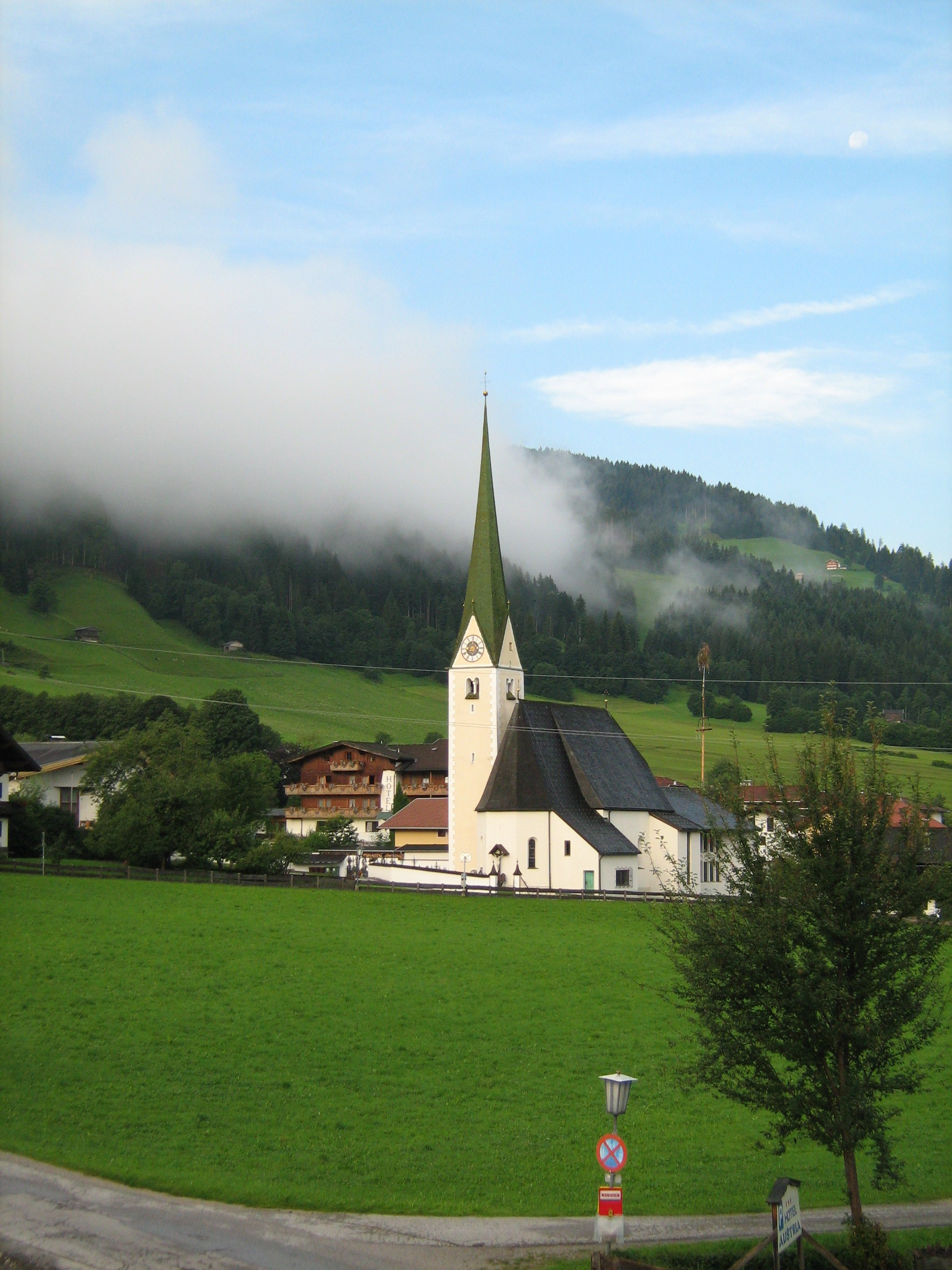
Katholische Pfarrkirche hl. Sixtus in Niederau

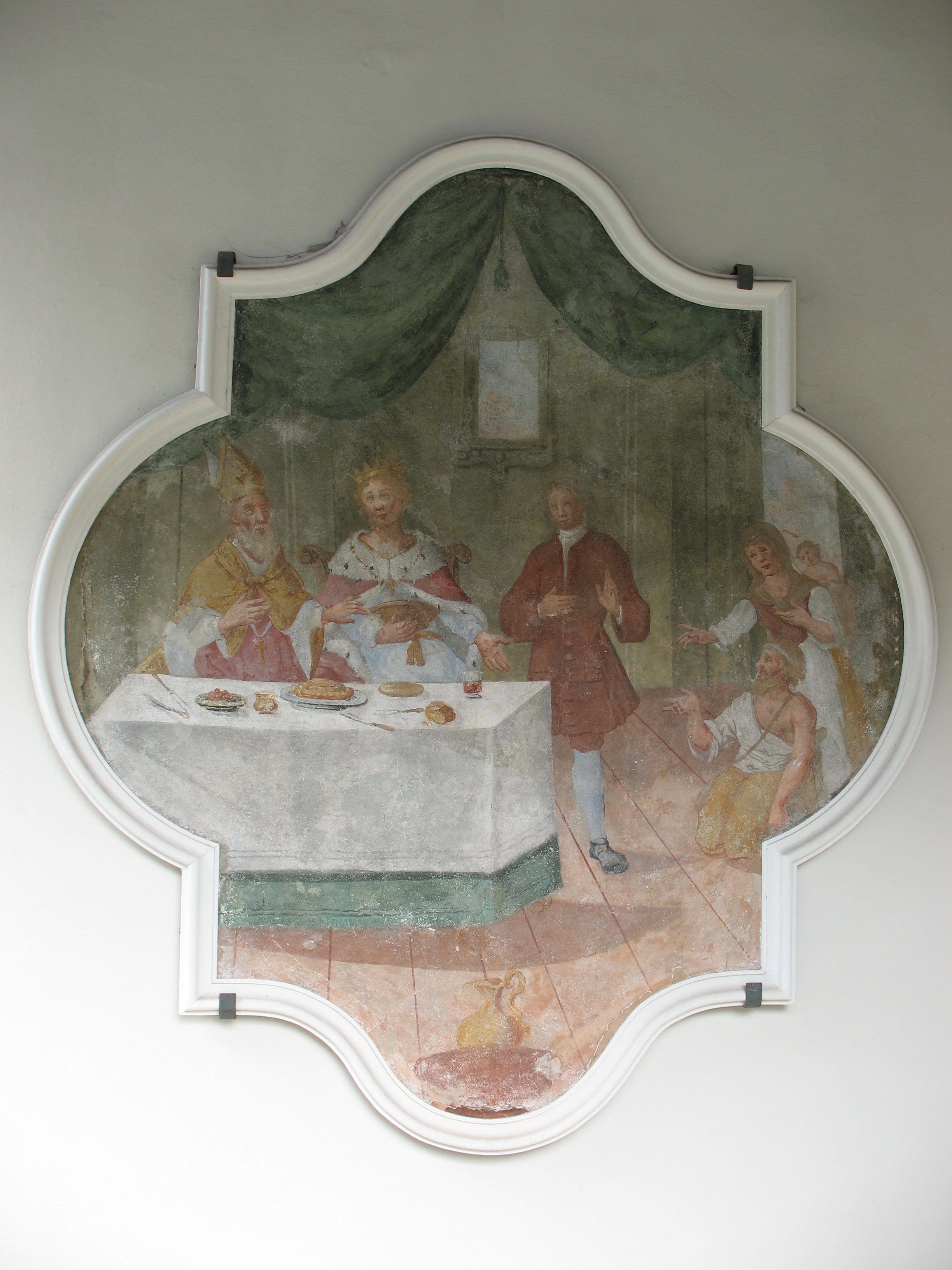
Hl. Sixtus beschenkt die Armen

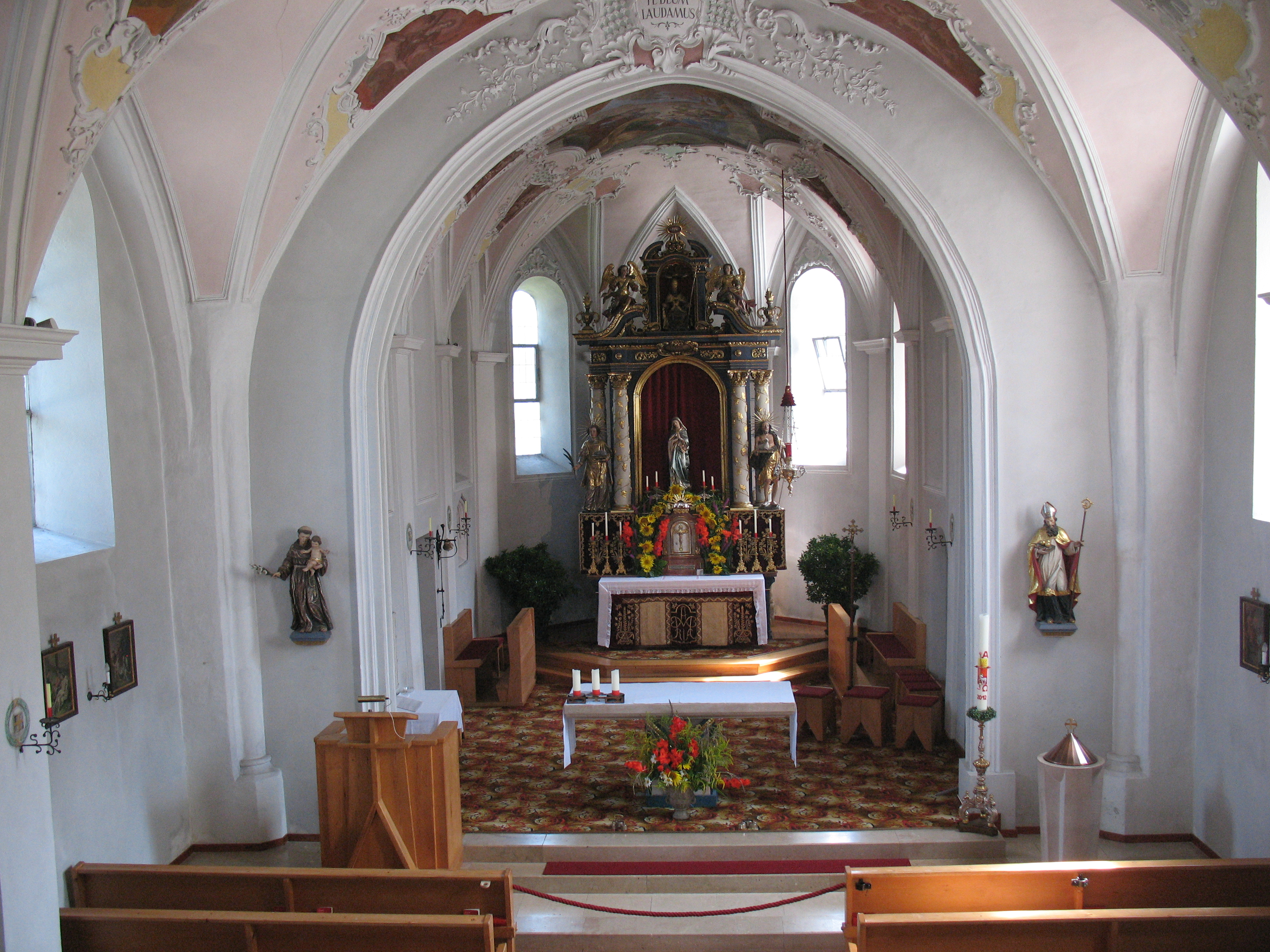
Empore, Blick zum Chor

Die  Pfarrkirche Niederau steht am Südrand des Dorfes Niederau in der Gemeinde Wildschönau im Bezirk Kufstein im Bundesland Tirol. Die dem Patrozinium Sixtus II. unterstellte römisch-katholische Pfarrkirche gehört zum Dekanat Reith im Alpbachtal in der Erzdiözese Salzburg. Die Kirche und das Kriegerdenkmal stehen unter Denkmalschutz (Listeneintrag).

## Geschichte
Urkundlich wurde 1409 eine Kirche genannt. Die Kirche wurde 1891 zur Pfarrkirche erhoben.

## Architektur
Der im Kern romanische und spätgotische Kirchenbau aus dem vierten Viertel des 15. Jahrhunderts wurde 1740 durch Jakob Singer barockisiert und 1970 nach den Plänen des Architekten Clemens Holzmeister nach Westen erweitert. Der Turm an der Nordseite des Chores zeigt romanische Biforenfenster aus dem 13. Jahrhundert und trägt einen gotischen Giebelspitzhelm.
Das Kircheninnere zeigt nach dem Erweiterungsbau aus 1970 zwei Joche des Langhauses und den zweijochigen Chor mit einem Fünfachtelschluss unter gotischen barock verputzten Gewölben. Der spitzbogige Triumphbogen zeigt barocke Putzprofile. Das Langhaus hat an den Wänden Wandpfeiler, der Chor eine Pilastergliederung. Die Stukkaturen schuf Johann Singer 1740. Die Deckenmalereien malte Johann Georg Höttinger 1740, die Bildfelder in Stuckrahmen zeigten die Heilige Familie, Abschied des hl. Sixtus von zweien seiner Diakone. Das Bild hl. Sixtus beschenkt die Armen wurde 1970 abgenommen und nach außen an die Südwand übertragen.

## Ausstattung
Der Hochaltar mit Knorpelwerk aus 1676 trägt das Mittelrelief Sixtus und Oswald von Josef Bachlechner 1900 und barocke Statuen Stephanus, Johannes der Täufer und Petrus aus 1676 geschaffen von Thomas Eder.
Der linke Seitenaltar um 1695 zeigt das Bild Mariahilf und trägt die Statuen Sebastian und Rochus von Johann Michael Mayr. Der rechte Seitenaltar um 1685 zeigt das Altarblatt Anna selbdritt von Jakob Niederkircher und trägt die Statuen der Wetterheiligen Johannes und Paulus von Johann Michael Mayr.
Ein sogenanntes orientalisches Heiliggrab schuf Johann Seisl um 1900.
Eine Glocke nennt Barthlmä Köttelath 1657.